# Baritius brunnea
Baritius brunnea är en fjärilsart som beskrevs av George Francis Hampson 1901. Baritius brunnea ingår i släktet Baritius och familjen björnspinnare. Inga underarter finns listade i Catalogue of Life.